# Fernando Aristizábal Rekarte
Fernando Aristizábal Recarte (Irun, 1917 – Gernika, 9 de novembre de 2005) fou un polític basc. L'agost de 1936, un cop iniciada la guerra civil espanyola fou sergent i després tinent ajudant del batalló de gudaris del Partit Nacionalista Basc Amaiur. Quan es va rendir l'Eusko Gudarostea a Santoña fou ascendit a comandant.
Fet presoner per les tropes franquistes, el setembre de 1937 fou condemnat a mort i empresonat al Penal del Dueso. Finalment la pena li fou commutada el 1942 i fou alliberat en març de 1943. Aleshores participà en la reorganització clandestina del partit i fou cap operatiu del Servei d'Informació a l'interior del Govern d'Euzkadi dirigit des de l'exili José Antonio Aguirre i Lecube i a l'interior per José Michelena Aguirre.
El seu treball com a director comercial d'Aceros Arga SA a Bilbao li va donar una bona cobertura clandestina. Va mantenir contactes amb el MI6 britànic i l'OSS estatunidenca. Sota la seva direcció van treballar gent com Genaro García de Andoain, Joseba Elósegui Odriozola i Manuel de Eguileor Orueta. Quan el govern dels EUA va reconèixer l'Espanya de Franco el 1958 el servei va plegar les seves activitats.
Fou elegit diputat per Biscaia dins les files del PNB a les eleccions generals espanyoles de 1979, i de 1979 a 1982 fou vocal de les Comissions de Defensa i d'Obres Públiques del Congrés dels Diputats. No es va presentar a la reelecció el 1982, i quan el PNB es va escindir el 1985 abandonà tant la militància política com el partit.